# Енді О'Браєн
Енді Джеймс О'Браєн (англ. Andy James O'Brien, нар. 29 червня 1979, Харрогейт, Англія) — ірландський футболіст, що грав на позиції захисника.
Виступав за національну збірну Ірландії.

## Клубна кар'єра
Вихованець футбольної школи клубу «Бредфорд Сіті». Дорослу футбольну кар'єру розпочав 1994 року в основній команді того ж клубу, в якій провів сім сезонів, взявши участь у 133 матчах чемпіонату.
Своєю грою за цю команду привернув увагу представників тренерського штабу клубу «Ньюкасл Юнайтед», до складу якого приєднався 2001 року. Відіграв за команду з Ньюкасла наступні чотири сезони своєї ігрової кар'єри. Більшість часу, проведеного у складі «Ньюкасл Юнайтед», був основним гравцем захисту команди.
Згодом з 2005 по 2012 рік грав у складі команд клубів «Портсмут», «Болтон Вондерерз» та «Лідс Юнайтед».
Завершив професійну ігрову кар'єру у клубі «Ванкувер Вайткепс», за команду якого виступав протягом 2012—2015 років.

## Виступи за збірні
Провів один матч у складі юнацької збірної Англії.
1999 року залучався до складу молодіжної збірної Ірландії. На молодіжному рівні зіграв у восьми офіційних матчах.
2001 року дебютував в офіційних матчах у складі національної збірної Ірландії. Протягом кар'єри у національній команді, яка тривала сім років, провів у формі головної команди країни 26 матчів, забивши один гол.
У складі збірної був учасником чемпіонату світу 2002 року в Японії та Південній Кореї.